# Terebieże (rejon złoczowski)
Terebieże (ukr. Теребежі) – wieś na Ukrainie w rejonie złoczowskim (do 2020 roku w rejonie buskim) obwodu lwowskiego.